# The Invisible Chronicles
The Invisible Chronicles  é um filme homoerótico de horror lançado em 2009, dirigido por David DeCoteau .